# تولیدمثل رویشی
تولیدمثل رویشی (انگلیسی: Vegetative reproduction) یا تکثیر غیرجنسی، روشی از تولیدمثل است که واحد زاینده شامل تمامی بدن جاندار یا والد یا بخشی عمده‌ای از پیکر آن است. تولیدمثل رویشی به روش‌های مختلف هم در جانوران پست و هم در گیاهان صورت می‌گیرد.
تولیدمثل در جانداران تک سلولی، گیاهان و جانوران به وسیله روش‌های جنسی و غیرجنسی صورت می‌گیرد. تولیدمثل رویشی یا غیرجنسی بیشتر در جانوران پست دیده می‌شود و جانوران عالی بیشتر از طریق جنسی زاد و ولد می‌کنند. تولیدمثل رویشی در باکتری‌ها، خزه‌ها، جلبک‌ها، قارچ‌ها و گیاهان عالی دیده می‌شود. مزیت عمده این نوع تولیدمثل از نظر سازگاری در این است که هر گاه شرایط مساعد و غذا فراوان باشد، این فرایند ممکن است، انجام گیرد. از این گذشته تولید واحدهای زاینده به فرایندهای سازنده ویژه‌ای نیاز ندارند. اما به وجود آمدن زاینده تخصصیافته حتماً باید با فرایندهای سازنده مخصوصی همراه باشد.
این نوع تکثیر در جانوران بیشتر به صورت جوانه زدن، قطعه‌قطعه شدن و نوپدیدی انجام می‌گیرد. نمونه جوانه زدن در جانورانی مانند اسفنج‌ها و هیدرها دیده می‌شود. در نمونه‌های دیگر، تکثیر ممکن است با قطعه‌قطعه شدن یعنی تبدیل خودبخود پیکر جاندار به دو یا چند بخش، انجام گیرد. سپس هر یک از قطعه‌های جدا شده از پیکر والد به جانداری کامل، تبدیل می‌شود. جانورانی مانند شقایق دریایی و انواع زیادی از کرم‌ها به این روش تکثیر حاصل می‌کنند.